# Panzer Dragoon Saga
Panzer Dragoon Saga (ＡＺＥＬ -パンツァードラグーンＲＰＧ-, Azel: Panzer Dragoon RPG) est un jeu vidéo de rôle sorti exclusivement sur Saturn en 1998. Le jeu a été développé par Team Andromeda et édité par Sega. Il fait partie de la franchise Panzer Dragoon, dont il représente le troisième et dernier volet sur Saturn.

## Synopsis
Se situant chronologiquement quelques années après le premier épisode, Panzer Dragoon, l'histoire prend place dans une carrière où l'Empire a commencé des fouilles afin de retrouver les secrets des anciens. Le héros du jeu, Edge, ainsi que ses compagnons, se retrouvent attaqués par un monstre surgi des profondeurs, et c'est au moment où ils en viennent à bout que des traitres à l'Empire, emmenés par Craymen, arrivent et tuent tout le monde sauf Edge.
Continuant les fouilles, ils découvrent une jeune fille emprisonnée dans la pierre, et notre héros se retrouve blessé, inconscient au fond d'une grotte.
C'est alors qu'il revient à lui que des nuées de monstres l'attaquent et il doit son salut à l’apparition du dragon mythique, qui le prend sur son dos.

## Système de jeu
À dos de dragon, s'enchainent des phases de combat comme pour un jeu de rôle, avec notamment des phases de recherche (objets, personnages...).
Il arrive également au héros de descendre de son dragon, le soir pour dormir ou à n'importe quel moment de la journée pour visiter des villages afin d'acheter des sorts et des armes, continuer sa quête ou dresser son dragon (pour ce dernier point, le joueur a le choix entre plusieurs interactions, lesquelles influeront sur le comportement du dragon tout au long du jeu).
Le jeu tient sur 4 CD.

## Développement
Panzer Dragoon Saga n'a jamais été porté sur d'autres supports et demeure donc une exclusivité de la Saturn. Sega aurait perdu le code source du jeu, rendant sa réédition incertaine, à moins de recommencer à zéro son développement.

## Réception

### Sortie
Moins de 20 000 copies de Panzer Dragoon Saga ont été distribuées sur le territoire nord-américain, lesquelles ont été écoulées en deux jours ; malgré une forte demande, entre 2 000 et 5 000 nouvelles copies seulement ont été fabriquées.
La version européenne du jeu a subi un traitement similaire, avec moins de 1 000 unités supplémentaires commandées par Sega.

### Accueil
Malgré le peu d'exemplaires distribués en Occident, le jeu a été très bien accueilli, autant par le public que par la presse. Jeuxvideo.com déclare : « à ce niveau ce n'est plus à un jeu que l'on a affaire mais à une œuvre d'art, belle et intemporelle ».

### Postérité
En raison du peu de copies distribuées sur le territoire nord-américain, la cote à la revente de Panzer Dragoon Saga est très élevée, dépassant en 2018 la barre des 1 000 dollars sur eBay. D'après IGN, il s'agit d'« une trouvaille très rare car peu d'exemplaires ont été fabriqués en Amérique. Mais si vous parvenez à trouver une copie, convoitez-la ».
En Europe, sa cote dépassait déjà les 100 euros en 2004.
Le fait que Panzer Dragoon Saga n'ait jamais été porté, et a peu de chances de l'être, sur d'autres supports que la Saturn explique également sa popularité sans cesse montante, amplifiée par les éloges attribuées par l'ensemble des spécialistes.
Le 14 juin 2012, IGN dresse un « top 10 » des jeux Saturn américains et positionne Panzer Dragoon Saga à la 1re place, devant Virtua Fighter 2 : « Impossible d'être surpris. Panzer Dragoon Saga était le chant du cygne mettant fin à tous les autres chants du cygne, une sortie crépusculaire ultra-rare sur Saturn. Le jeu a pratiquement transformé le système en cimetière Viking. […] Ce jeu tout à fait unique [est] un joyau de sa génération ».